# Peridermis
Peridermis predstavlja tkivo koje štiti biljku od spoljašnjih uticaja, kada dođe do pucanja epidermisa. Javlja se na višegodišnjim drvenastim stablima i korenovima, na izvesnim plodovima i podzemnim izdancima. Peridermis je sekundarno tkivo, jer postaje radom sekundarnog meristema. To je kompleksno tkivo sastavljeno od više delova. 

## Građa
- Pluta je glavni deo peridermisa. Tkivo plute nastaje radom lateralnog meristema sekundarnog porekla, označenog kao felogen.

- Felogen postaje dediferenciranjem subepidermalnog tkiva, ređe samog epidermisa. U koren se formira od tkiva koja su znatno dublja, najčešće od pericikla. Ćelije felogena se tangencijalno dele, dajući ćelije plute ka površini organa.

- Feloderm: felogen se deli tako da daje elemente i ka unutrašnjosti organa. Ove ćelije odvojene od felogena prema unutrašnjosti grade feloderm. Ovo tkivo sastavljeno je od živih ćelija, koje su slične ćelijama primarne kore. ćelije feloderma u velikom broju biljaka sadrže hlorofilna zrna.

Iz svega ovoga izlazi da je peridermis složeno, kompleksno tkivo, koje je u tipičnom slučaju izgrađeno od tvornog tkiva felogena, mrtvih ćelija plute i živih ćelija feloderma. Kod malog broja biljaka jednom stvoreni felogen ima sposobnost deobe tokom dužeg perioda vremena. Njegov prsten se povećava, zbog povećanja debljine stabla na taj način što se u njega umeću nove felogene ćelije nastale radijalnim deobama, dok se proizvodi dobijaju samo tangencijalnim deobama. Površinske ćelije otpadaju i otuda su biljni delovi pokriveni peridermom glatki. 
Kao i ćelije epidermisa, plutine ćelije su spojene među sobom, bez intercelulara. Ali, za razliku od epidermalnih ćelija, ćelije plute su u definitivnom stanju mrtve i ispunjene vazduhom. Zidovi plutinih ćelija sadrže materiju suberin (suber = pluta) koja je nepropustljiva za vodu i gasove. Prema tome, pluta štiti organe biljaka od sušenja, a osim toga i od raznih mehaničkih povreda. 
Na površini biljnih organa pokrivenih plutom nalaze se naročiti otvori kroz koje se vrši izmena gasova između unutrašnjih tkiva i spoljašnje sredine. To su lanticele. Postaju radom posebnog dela felogena, koji se naziva felogen lanticele. On se obrazuje samo na pojedinim mestima i kasnije se vezuje bočno sa felogenom koji stvara plutu. Za razliku od plute uvek ima intercelulare. Postepeno pod pritiskom ovog rastresitog tkiva podiže se epidermis i na kraju se raspukne, a ovo rastresito tkivo izbija na površinu. Sada se kroz lanticelu vrši nesmetano izmena gasova između unutrašnjosti biljke i spoljne sredine.